# Nomos Trikala

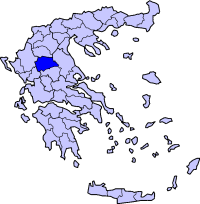
Prefektura Trikala w Grecji

Trikala (gr. Τρίκαλα) − do reformy administracyjnej w 2011 roku jedna z prefektur w północno-centralnej Grecji ze stolicą w mieście Trikala. Prefektura należała do regionu administracyjnego Tesalia. Graniczyła od wschodu z prefekturą Larisa, od południa z prefekturą Karditsa (obydwie w regionie Tesalia), od południowego zachodu z prefekturą Arta, od północnego zachodu z Janiną (obydwie z regionu Epir) i od północy z Greweną (region Macedonia Zachodnia). Powierzchnia prefektury wynosiła 3384 km² i zamieszkiwało ją 137 723 ludzi (stan z roku 2005).